# 飯尾助友
飯尾 助友（いいお すけとも、生年不詳 - 天正3年（1575年））は、戦国時代の武将。通称弥四右衛門。

## 略歴
飯尾連龍の甥 。元は遠江国の牢人であったが武田氏に下った。
天正3年（1575年）長篠の戦いでは浪人組として中山砦に布陣し、酒井忠次の猛攻を受け討死  。